# 鹿せんべい

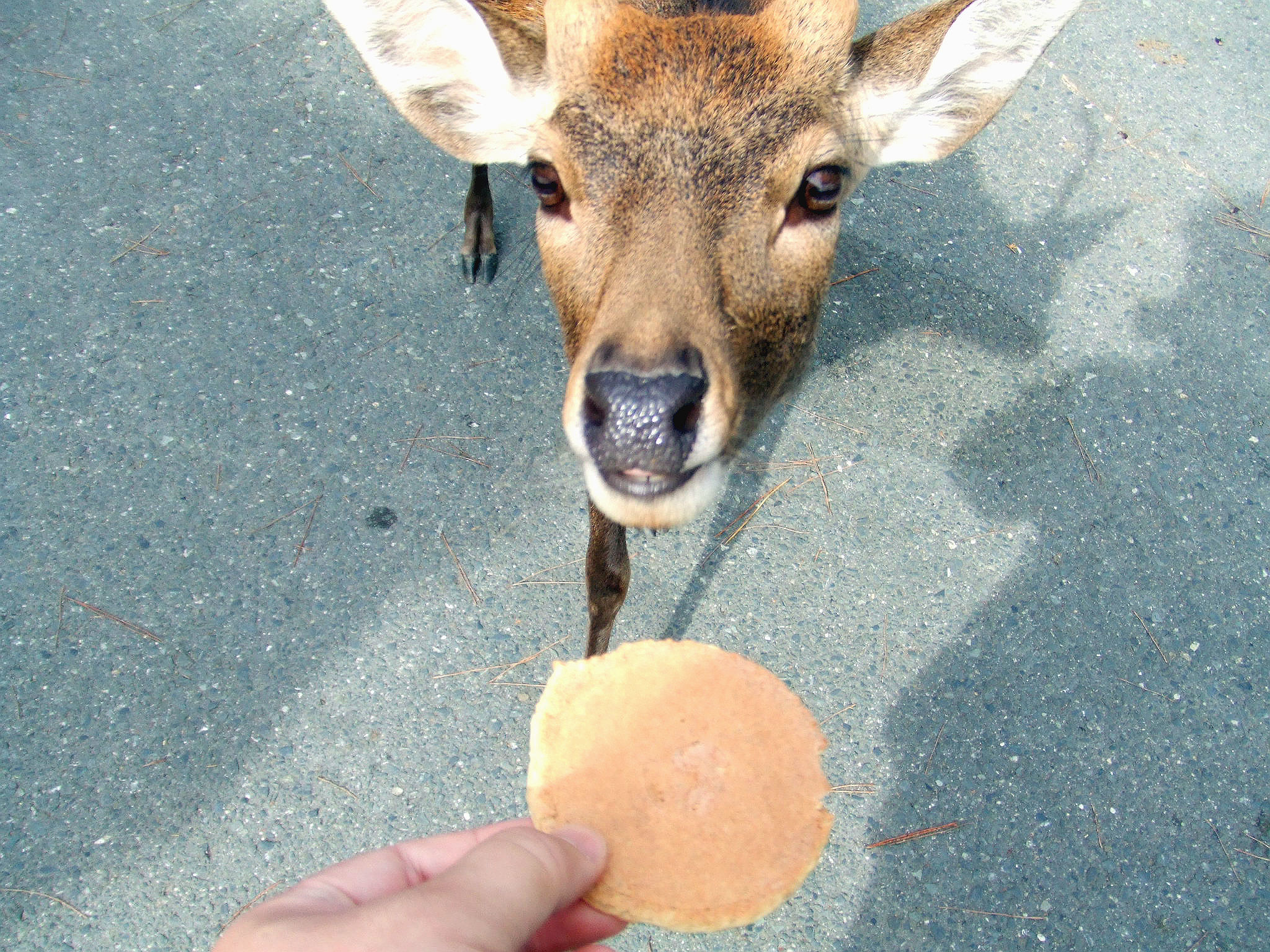
鹿せんべいと鹿

鹿せんべい（しかせんべい）は、奈良市の奈良公園周辺に生息している野生の「奈良の鹿」へ観光客が与えるために、奈良公園内の売店にて販売されているせんべい状の餌である。

## 概要

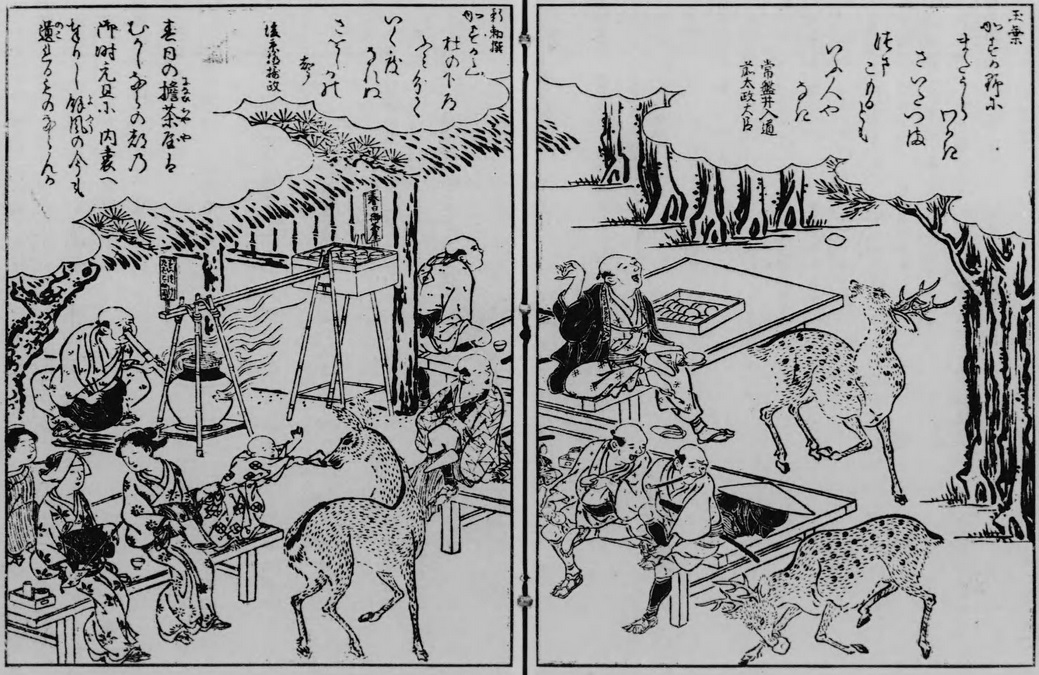
鹿に餌を与える茶屋客（大和名所図会 1791年）

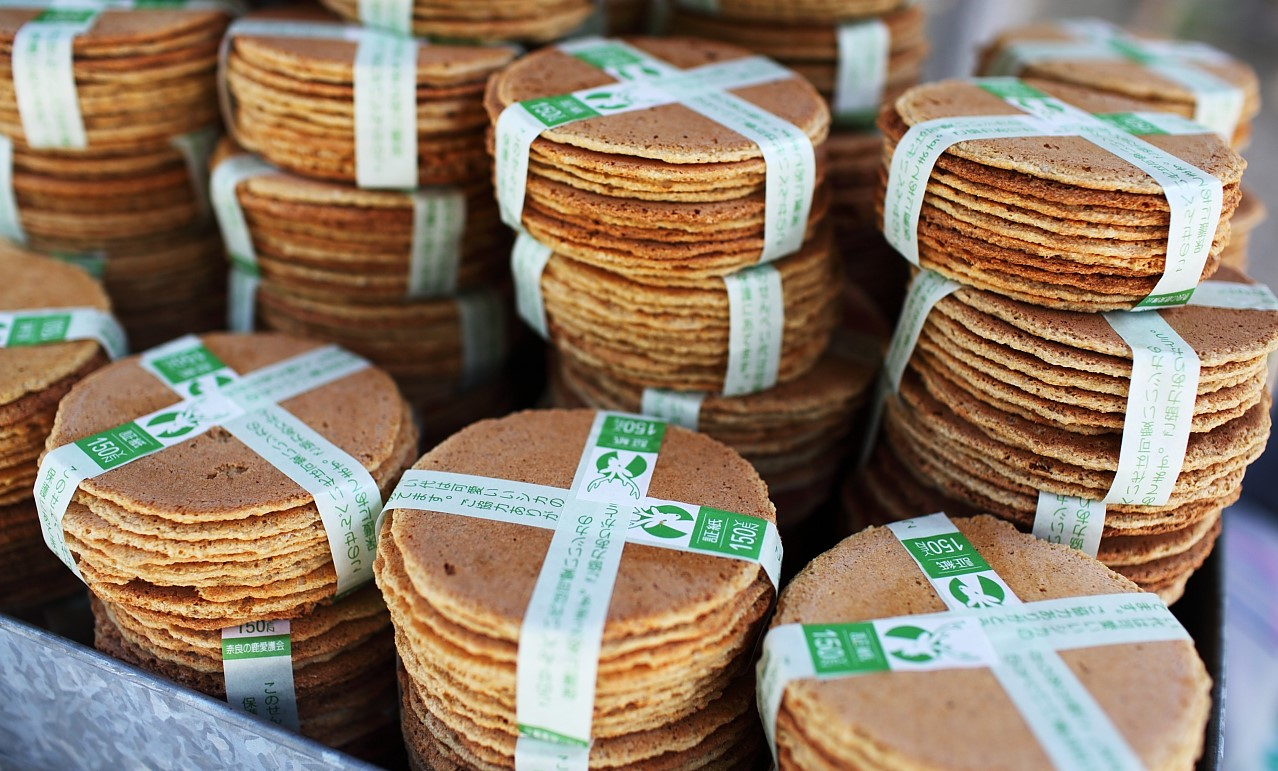
鹿せんべいは白地の証紙で十文字に束ねられている

鹿せんべいの歴史は古く、江戸時代前期の1670年代にはすでに販売されていたという。1791年（寛政3年）に出版された『大和名所図会』の春日の茶屋では、茶屋の客が鹿に平面状の餌（せんべいらしきもの）を与えている光景が描かれている。
現在の「鹿せんべい」の名称は一般財団法人「奈良の鹿愛護会」（以下、愛護会）の登録商標となっている。愛護会は証紙を販売するだけで、鹿せんべいの製造・販売は別業者となる。証紙の貼付は愛護会の前身である神鹿保護会の時代に、会の収入を確保するため1913年7月から始められたもので、この際奈良県は証紙のないせんべいの販売を禁止する県令を出した。公式の鹿せんべいは鹿のマークが入った証紙でせんべいを束ねているが、一部で非公式の鹿せんべいも販売されており、これらは無地の紙でせんべいが束ねられている。証紙は食べられても鹿の体に害のないよう、100%パルプ、大豆インク、食べられるノリで出来ている。証紙の売上は年間約3,000万円で、愛護会の活動資金となり、負傷した鹿の保護施設運営や出産の補助活動にも充てられている。
価格は1991年（平成3年）迄は100円、2019年（平成31年/令和元年）迄は150円、2019年（令和元年）10月から200円となっている。なお、2014年（平成26年）4月の消費税増税後は値上がりこそしなかったものの、増税前と比べて一回り小さくしたり、薄くしたりした鹿せんべい製造業者もいた。
英語表記は店によってまちまちであるが、「Deer Snack」（直訳すると「鹿のおやつ」）といった表現がされている。

## 材料と味
材料は米ぬかと小麦粉のみで、米ぬかは焦げないよう油の浮いていない新しいものを用いる。人間が食べても害はないが、あくまでも鹿の餌であるため、味付けもされておらず、保存料等の食品添加物も入っていない。また消費期限も設けていないため、人間は食べない方が無難である。ちなみに人間が食べた場合、焼きたてのせんべいは香ばしく甘みを感じておいしいが飲み込みにくく
、口の中にぬかの粒が残って後味が悪いと言われている。
奈良公園の鹿は野生動物であり、鹿せんべいで飼育されている訳ではない。主食は芝を始めとする植物である。愛護会の獣医師によれば、鹿が1日に食べる植物は約5キログラムで、1枚3 ～ 4グラムのせんべいは何十枚食べても「おやつのようなもの」だという。

## 与え方
鹿せんべい販売所の周辺に鹿が群がり、鹿せんべいを買う客が来るのを待っている光景がよく見られる。特に食べ物の少ない冬季は、他の季節より多い鹿に囲まれることもある。鹿せんべいを買った後、鹿せんべいを束ねている紙を剥がすのに手間取ると、頭突きをしたり、服や鞄を口で引っ張ったりして催促してくる場合がある。なお「奈良公園の鹿は裸で積んであっても販売中の鹿せんべいを狙わない」とも言われるが、必ずしもその限りではない（次節参照）。
奈良公園の鹿はおじぎをすることが知られているが、この動作は鹿せんべいを催促するもので、あまりにじらすと鹿は怒って角で突いてきたり前足で蹴ったり噛み付いたりすることがある。特に小さな子供は鹿もなめてかかってくるので注意が必要である。人には慣れているが、飼いならされているわけではないことを理解しておく必要がある。鹿せんべいが無くなったら、パツと手を開き、無くなったことを伝える
。残りを鞄などにしまっても、鹿は匂いで気付くので無意味であるが、無視して早足で移動すれば、ほとんどの鹿があきらめて去る。

## 「鹿は販売所を襲わない」という伝説

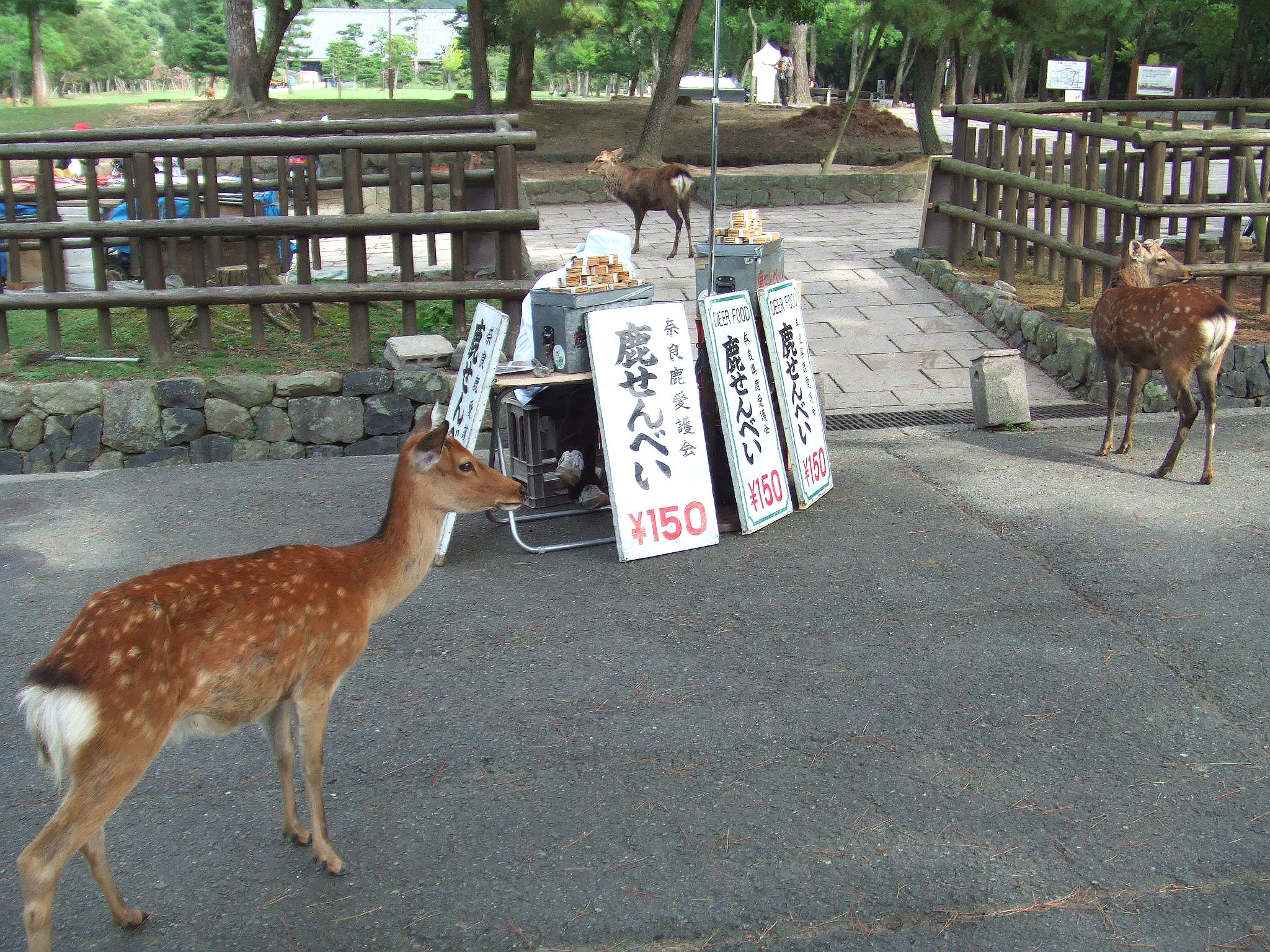
奈良の鹿は販売中の鹿せんべいを食べない?

「奈良の鹿は鹿せんべいの販売所を襲わない」という噂について、愛護会らは否定的な見解を示している。愛護会や販売員の証言によれば、実際には観光客が少ない時の鹿は販売所のせんべいを奪いとる隙をうかがっており、経験の浅い販売員が特に狙われやすいという。逆に観光客が多い日には、午後には鹿せんべいを渡しても口にしないこともある。販売員は手を打ち鳴らしたり「口で言って聞かせる」ことで、販売所のせんべいを直接食べないよう鹿を「教育」している。また割れて商品にならないせんべいを与える販売員もあるという。いずれにせよ野生動物である鹿は販売所を襲いうるものであり、良好に見える共栄関係は販売員の努力によって、鹿がせんべいを平和裏に獲得する方法を理解した結果である。

## イベント
若草山では1993年（平成5年）以来、鹿せんべい飛ばし大会が毎年行われている。主催は奈良若草山観光振興会。大会は若草山の山開きの日（春分の日）前後に「山開き記念大会」または「春休み大会」として開催され、その他「ゴールデンウィーク大会」「夏休み大会」が開かれる。参加料は300円。大会では直径約20センチメートルの競技用特製鹿せんべいが使われる。会場は隔離されている訳ではなく、巨大せんべいの匂いにつられて通常より多くの鹿が集まってくる。このため「投げたせんべいを鹿が食べてしまった場合、その鹿の右前足までの距離を記録とする」「計測済みのせんべいは鹿が食べるのでそのままにしておく」などのルールがある。
飛距離は投げ方のほか当日の風向・風速にも左右される。20メートル線を超えると記念品が贈られ、40メートル前後から上位争いとなり、優勝者には鹿の角のトロフィーが与えられる。参加者は毎回500 - 700人程度で、これまで5回優勝した人もいる。
公式サイトによれば、2008年（平成20年）8月の夏休み特別企画大会における74.55メートルを歴代の最高記録としている（2018年（平成30年）3月14日時点）。